# Льядо, Хосе
Хосе Льядо Фернандес-Уррутия (исп. José Lladó Fernández-Urrutia, 29 марта 1934 года, Мадрид, Испания — 14 февраля 2024 года, там же) — испанский политик и предприниматель, государственный деятель и дипломат.

## Биография
Родился 14 февраля 1934 года в Мадриде. Сын президента банка «Уркихо», Хуана Льядо Санчеса, и внук депутата Хосе Льядо Вальеса. Получил докторскую степень по химии в Мадридском университете. Был избран почётным членом Американского химического общества.
В 1960 году основал Tecnicas Reunidas, строительную компанию, которую превратил в очень крупный доходный бизнес.
Компания, акции которой котировались на Мадридской бирже, выполняла проекты от нефтеперерабатывающих заводов в Турции, Бельгии и России до завода по опреснению морской воды в Австралии. В июне 2020 года Хосе Льядо передал пост председателя Tecnicas Reunidas своему сыну Хуану Льядо Арбуруа.
Занимал должность исполнительного президента Высшего совета по научным исследованиям (CSIC). В 1976 году получил назначение министром торговли Испании, а затем, в 1977 году, занял пост министра транспорта и коммуникаций. Позже, в 1979 году он был назначен послом Испании в Соединённых Штатах и занимал эту должность до 1982 года. Был покровителем испанского фонда Fundacion de Amigos del Museo del Prado с 1983 года и первым президентом Королевского патронажа Национального музея Centro de Arte Reina Sofía и находился на этом посту с 1986 по 1994 год.
Хосе Льядо был знатоком искусств, руководил Фондом INCIPE, был президентом жюри Премии искусств принцессы Астурийский с 1991 года и президентом Фонда Ксавьера Субири. Страстно верил в миссию Института по углублению знаний и понимания культуры и истории Испании и испаноязычного мира для американцев, развиваемую посредством разнообразных культурных и образовательных мероприятий для укрепления уз дружбы между народами.
Хосе Льядо состоял членом Совета попечителей крупных испанских компаний (Aragonesas Promoción de Obras y Construcciones SL, Aracorp Viviendas SL, Araltec SL). Активно участвовал в развитии экономических отношений Испания-Россия, возглавлял Испанско-Российско-Деловой совет.
У Хосе Льядо было пятеро детей в браке с Пилар Арбуруа, дочери министра в правительстве Франко Мануэля Арбуруа: Пилар, Хуан (женат на Сусане Альварес Салас), Мария, Хосе Мануэль (женат на Марте Тиагонсе) и Марта (замужем за Карлосом Ромеро, сыном графа де Фонтао).
Хосе Льядо умер 14 февраля 2024 года в возрасте 89 лет в Мадриде .